# آلفردو کوردوبا
آلفردو کوردوبا (اسپانیایی: Alfredo Córdoba‎; ۱۳ مهٔ ۱۹۲۵ – ۷ سپتامبر ۲۰۱۹) بازیکن فوتبال اهل مکزیک بود.
وی همچنین در تیم ملی فوتبال مکزیک بازی کرده‌است.